# ドナルドの誕生日
『ドナルドの誕生日』（ドナルドのたんじょうび、原題：Donald's Happy Birthday）は、ウォルト・ディズニー・プロダクション（現：ウォルト・ディズニー・カンパニー）が製作した1949年2月11日公開のアニメーション短編映画作品。ドナルドダック・シリーズの第83作。

## あらすじ
3月13日はドナルドの誕生日。甥のヒューイ・デューイ・ルーイは誕生日プレゼントを何にするか家の庭の木の上にある小屋で相談していた。プレゼントを2ドル98セントの葉巻にすることに決めたヒューイたちは早速買いに行こうとするがお金がなかった。そこで、家の手伝いをしてお小遣いをもらおうと計画する。
ヒューイたちが庭の掃除をしているとその音でソファーで寝ていたドナルドが目を覚ます。ちょうどそこに掃除を終えたヒューイたちがお小遣いをねだろうとやってきた。すんなりとお小遣いをもらえたヒューイたちだったが、玄関先で笑顔のドナルドが貯金箱を持って待ち構えていた。ドナルドが貯金箱のレバーを引くと「さあ、皆さん。もしもの時の貯金箱ですよ」という歌が流れる。ヒューイたちは渋々ともらったばかりのお小遣いを貯金箱に入れる。ドナルドは大笑いしながら貯金箱を棚に置き、また昼寝を始めた。
なんとしてもお金を取り戻したいヒューイたちはあの手この手で貯金箱を狙う。そして、ついにお金を取り戻すことに成功したヒューイたちは葉巻屋に行って葉巻を買うのだが、その様子を望遠鏡で見ていたドナルドは甥たちが葉巻を吸うと勘違いしてしまう。甥たちの小屋に侵入して様子をうかがっていると、葉巻を買ってきたヒューイたちが戻ってくる。ヒューイが葉巻を吸う真似をするのを見たドナルドは隠れ場所から躍り出て、「吸いたいのか？よーし、吸わせてやる！」と甥たちの口に無理やり葉巻を咥えさせ火を付けてしまう。
吸う気のない甥たちはこっそりと火を消そうとするがドナルドは「駄目！さあ、たっぷり吸え！沢山吸えばいいさ！」と言いながら無理やり吸わせる。小屋にはまるで火事のように葉巻の煙が充満する。窓から外の空気を吸う甥たちだったが、ドナルドは甥たちを小屋に引きずり戻して火の付いた葉巻の束を一気に咥えさせる。
箱に入っていた大量の葉巻はからっぽになり、甥たちはボロボロだった。ドナルドが空になった箱をふと見ると一枚のメッセージカードが入っていた。「ドナルドおじさんへ、お誕生日おめでとう」と書かれたカードを見たドナルドは自分がしたことの愚かさに気付き、小さくなってしまうのだった。

## スタッフ
- 製作：ウォルト・ディズニー
- 監督：ジャック・ハンナ
- 脚本：ニック・ジョージ、ビル・バーグ
- 音楽：オリバー・ウォレス
- 美術：エール・グレイシー
- 背景：ラルフ・ヒュレット
- 原画：ジャック・ボイド、ボブ・カールソン、ヴォーラス・ジョーンズ、ビル・ジャスティス

## キャスト
| キャラクター   | 原語版               | 旧吹き替え版 | 新吹き替え版 |
| -------------- | -------------------- | ------------ | ------------ |
| ドナルドダック | クラレンス・ナッシュ | 関時男       | 山寺宏一     |
| ヒューイ       | クラレンス・ナッシュ | 土井美加     | 坂本千夏     |
| デューイ       | クラレンス・ナッシュ | 後藤真寿美   | 坂本千夏     |
| ルーイ         | クラレンス・ナッシュ | 下川久美子   | 坂本千夏     |
| 貯金箱の声     | ?                    | 江原正士     | 小形満       |
| ナレーション   | -                    | 江原正士     | -            |

## 日本での公開

### 収録
- 『ドナルドダック!! ドナルド・ダックの楽しい生活』（LD、1987年発売、旧吹き替え版）
- 『ドナルドダック!! ドナルド・ダックの楽しい生活』（VHS、バンダイ・ホームビデオ、旧吹き替え版）
- 『ゆかいな仲間たちドナルドのにぎやかバースデー』（LD、1997年発売、新吹き替え版）
- 『ゆかいな仲間たちドナルドのにぎやかバースデー』（VHS、ブエナ・ビスタ・ホーム・エンターテイメント、新吹き替え版）
- 『夢と魔法の宝石箱 それゆけドナルド』（VHS、バンダイ・ホームビデオ、旧吹き替え版）
- 『ドナルドダック・クロニクル Vol.3 限定保存版』（DVD、ブエナ・ビスタ・ホーム・エンターテイメント、新吹き替え版）

### 放送
- 『ディズニークラシック短編集』（新吹き替え版） - 不定期

## その他
- 劇中の音楽の一部は「ハッピーバースデートゥーユー」をアレンジしたものである。
- 現在のドナルドダックの公式に発表されている誕生日は1934年6月9日とされている。これは他のディズニーキャラクターと同様に「初登場作品の公開日が誕生日」と近年になって設定されたためである。